# Léopold d'Albany
Pour les articles homonymes, voir Léopold.
Titre
Duc d'Albany
24 mai 1881 – 28 mars 1884
Signature
Léopold Georges Duncan Albert de Saxe-Cobourg-Gotha, né le 7 avril 1853 au Palais de Buckingham à Londres et mort le 28 mars 1884 à Cannes, duc d'Albany et comte de Clarence, est un membre de la famille royale britannique.

## Biographie
Il est le huitième enfant et le quatrième fils de la reine Victoria du Royaume-Uni et du prince consort Albert de Saxe-Cobourg-Gotha.
Il est le premier descendant de la reine Victoria atteint de cette hémophilie qui causa sa mort prématurée et celle de plusieurs membres de sa famille (Maison de Hesse, de Prusse, de Russie, d'Espagne, de Battenberg-Mountbatten). Dans l'incapacité de ce fait de poursuivre une carrière militaire, Léopold se tourne vers les arts et la littérature.

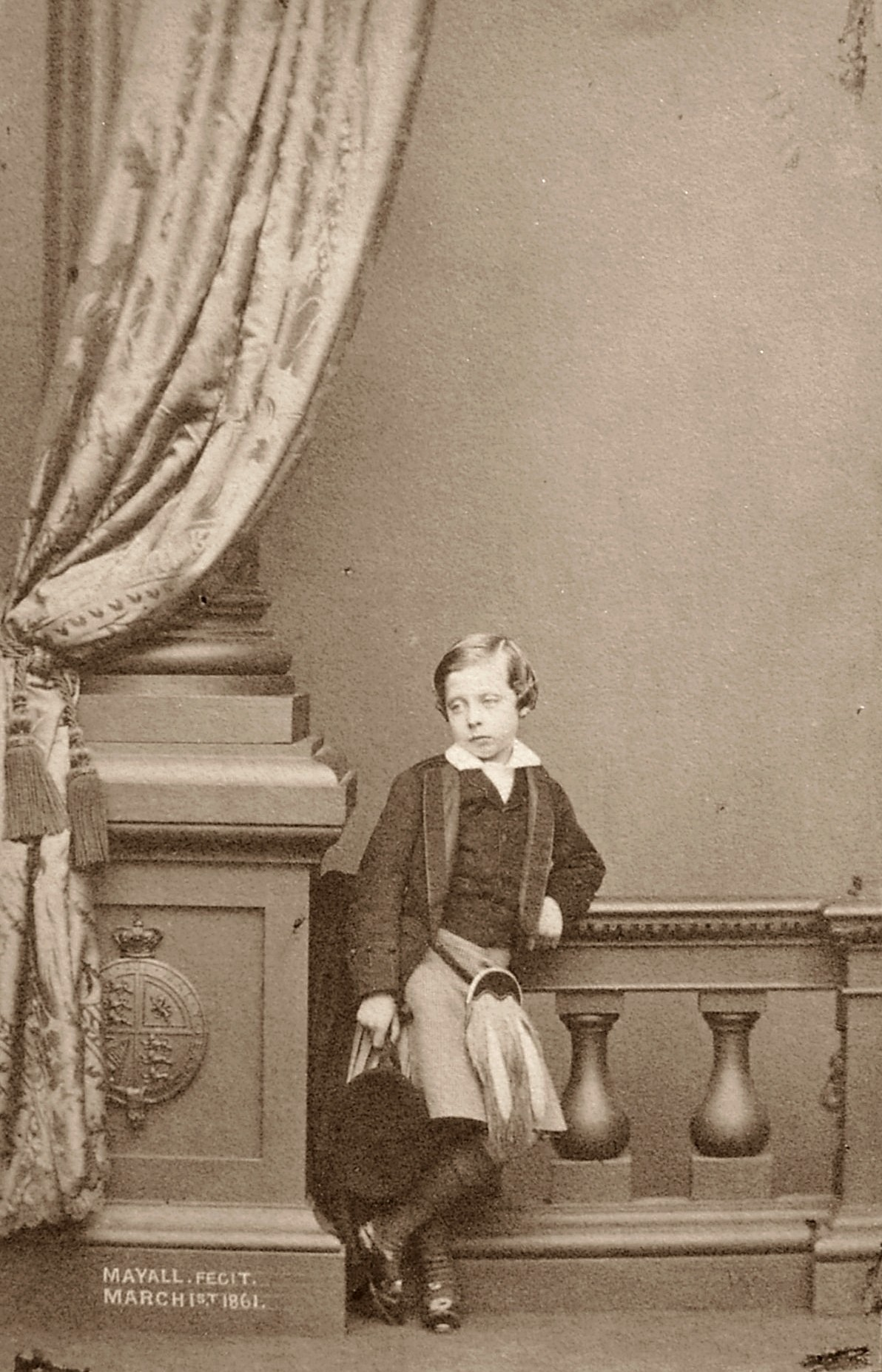
Prince Leopold, en 1861

Le peintre James Sant fit son portrait puis celui de sa sœur la princesse Béatrice en 1869.
Il est devenu franc-maçon en 1874. Une loge est nommée en son honneur à Scarborough. En 1876, il quitte l'université d'Oxford avec un doctorat en droit civil.
Le 24 mai 1881, il est créé duc d'Albany, comte de Clarence et baron Arklow. En 1882, il épouse la princesse Hélène de Waldeck-Pyrmont, sœur de la reine des Pays-Bas née princesse Emma de Waldeck-Pyrmont.
En février 1884, selon les conseils de ses médecins, le duc d'Albany s'installe à Cannes, dans le Sud de la France. Le 27 mars, il est victime d'une chute qui occasionne des blessures au genou et à la tête. Il meurt le lendemain, probablement d'une hémorragie cérébrale. Son corps, rapatrié en Angleterre, est inhumé à la chapelle Saint-Georges du château de Windsor. L'église Saint-Georges de Cannes est érigée en 1887 en sa mémoire à l'initiative du prince de Galles.
Le 19 juillet suivant, sa veuve met au monde leur fils Charles-Édouard qui hérite des titres de son père.

## Mariage et descendance
Le 27 avril 1882, il épouse la princesse Hélène de Waldeck-Pyrmont, dont il a deux enfants :
| Nom             | Naissance       | Décès          | Mariage                                                         |
| --------------- | --------------- | -------------- | --------------------------------------------------------------- |
| Alice           | 25 février 1883 | 3 janvier 1981 | Alexandre de Teck (futur Comte d'Athlone)                       |
| Charles-Édouard | 19 juillet 1884 | 6 mars 1954    | Victoria-Adélaïde de Schleswig-Holstein-Sonderbourg-Glücksbourg |

## Titulature
- Son Altesse Royale le prince Léopold (1853–1881)
- Son Altesse Royale le duc d'Albany (1881–1884)